# Alan Watts

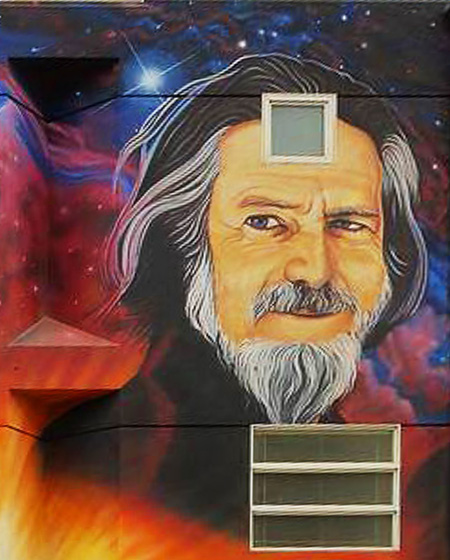

Alan Wilson Watts (6. ledna 1915 Chislehurst, Kent, Anglie – 16. listopadu 1973 Mt. Tamalpais, Kalifornie, USA) byl anglický básník, filosof, spisovatel. Propagoval východní filosofie jako buddhismus, taoismus a hinduismus pro západní publikum.

## Životopis
Narodil se v Anglii, od roku 1939 žil v USA. V letech 1945–1950 byl knězem episkopální církve, 1951–1957 přednášel na Americké akademii asijských studií v San Franciscu, kde byl čtyři roky děkanem. Neměl však dostatečné oficiální vzdělání a proto byl v univerzitních kruzích neoblíben, avšak mezi beatniky byl nesmírně populární. Celosvětově proslul především jako vykladač a propagátor zenu, taoismu a východního myšlení vůbec. Sám se označoval za "baviče" (entertainera). Byl třikrát ženatý, přičemž se netajil svojí promiskuitou, pořádal skvělé večírky, dobře mluvil a výborně vařil. Zemřel na zástavu srdce ve věku 58 let.
Napsal 28 knih a bezpočet článků, pořádal semináře a přednášky. Většina jich vyšla také na elektronických mediích. O jeho odkaz se nyní stará Alanův syn Mark Watts.

## Česky vydaná díla
- Cesta osvobození (The Way of Liberation in Zen Buddhism) – Pragma, Praha 1996, 120 stran
- Cesta zenu (The Way of Zen) – Votobia, Olomouc 1995, 220 stran
- Mýtus a rituál v křesťanství (Myth and Ritual in Christianity) – Nakladatelství Tomáše Janečka ve spolupráci s nakl. Pragma, 1995, 240 stran
- Příroda, muž a žena (Nature, Man, and Woman) – Votobia, Olomouc 1997, 179 stran
- Radostná kosmologie (The Joyous Cosmology. Adventures in the Chemistry of Consciousness) – Volvox Globator, Praha 1996, 84 stran
- Ta kniha. O tabu, které nám brání poznat sebe sama (The Book. On the Taboo Against Knowing Who You Are) – Ohnisko, Brno 1993, 152 stran
- ZEN 3 – Obsahuje mj. stať: Alan Watts: Místo úvodu – CAD Press, Bratislava 1989
- ZEN 7 – Obsahuje mj. stať: Alan Watts: Závažnost orientální filosofie – CAD Press, Bratislava 1995
- Prof. Glasenapp & Róši Kaisen: Buddhismus a křesťanství – Obsahuje mj. stať: Alan Watts: Závažnost orientální filosofie – CAD Press, Bratislava